# Festival de Tierra Amarilla
El Festival de Tierra Amarilla, también llamado como Festival del Sol y la Tierra, es un certamen musical anualmente organizado como una iniciativa de la municipalidad para contribuir al desarrollo regional de la comuna.
Desde sus inicios, en 2014, el evento ha sido transmitido en vivo, siendo primeramente emitido por TVN y finalmente terminando siendo transmitido por La Red. A pesar de ello, en ambas ediciones hubo un alto índice de audiencia.
El evento ha reunido a distintos artistas, tanto nacionales e internacionales, tales como Pedro Fernández, Américo, Miranda!, entre otros.

## Ediciones
| Edición | Año  | Animadores                                                    | Canal de TV |
| ------- | ---- | ------------------------------------------------------------- | ----------- |
| I       | 2014 | Claudia Conserva y Jordi Castell                              | TVN         |
| II      | 2015 | Juan Andrés Salfate y Antonella Ríos Leo Caprile y Julia Vial | La Red      |
| III     | 2016 | Ignacio Franzani, Mey Santamaría y Jennifer Warner            | La Red      |